# Jean-Paul Hosotte
Jean-Paul Hosotte (* 11. März 1955 in Belfort) ist ein ehemaliger französischer Radrennfahrer.

## Sportliche Laufbahn
Hosotte war im Straßenradsport aktiv. Als Amateur startete er für den Verein UV Belfort.
1978 wurde er Berufsfahrer im Radsportteam Flandria-Velda-Lano und blieb bis 1981 als Radprofi aktiv. 1982 startete er wieder als Amateur.
Hosotte gewann 1979 den Prolog der Tour du Vaucluse. 1982 siegte er im Etappenrennen Circuit des mines vor Mathieu Hermans. 1981 wurde er in der Tour de France 98. der Gesamtwertung. In den Rennen der Monumente des Radsports war der 135. Platz im Rennen Mailand–Sanremo 1990 sein bestes Resultat.

## Familiäres
Sein Bruder Patrick Hosotte war ebenfalls Radprofi.